# Viktor Drocic
Viktor Drocic (* 3. Mai 2000 in Wien) ist ein österreichischer Fußballspieler.

## Karriere
Drocic begann seine Karriere beim First Vienna FC. Zur Saison 2010/11 wechselte er zum SK Rapid Wien. Im September 2012 wechselte er zum Stadtrivalen FK Austria Wien, bei dem er ab der Saison 2014/15 auch in der Akademie spielte. Zur Saison 2015/16 wechselte er in die AKA St. Pölten. Im Jänner 2016 kehrte er in die Vienna-Jugend zurück. In der Winterpause 2016/17 rückte er in den Kader der Reserve der Vienna. Für diese kam er bis zum Ende der Spielzeit zu zehn Einsätzen in der 2. Landesliga.
Im Oktober 2017 spielte Drocic auch erstmals für die erste Mannschaft der Döblinger in der Regionalliga. Für diese kam er zu drei Einsätzen in der dritthöchsten Spielklasse, ehe die Vienna in der Winterpause in die 2. Landesliga versetzt wurde. Dort kam er dann nie mehr zum Einsatz. Zur Saison 2018/19 wechselte er zum viertklassigen SK Slovan-Hütteldorfer AC. Für Slovan spielte er 14 Mal in der Wiener Stadtliga.
Zur Saison 2019/20 wechselte Drocic wieder in die Regionalliga, diesmal zum FC Marchfeld Donauauen. Für die Mannsdorfer kam er in zwei Jahren aber nur viermal in der Ostliga zum Einsatz. Zur Saison 2021/22 schloss er sich dem Ligakonkurrenten ASV Draßburg an. Auch bei den Burgenländern konnte er sich aber nicht durchsetzen, bis zur Winterpause spielte er dreimal in der Regionalliga. Im Jänner 2022 zog er weiter innerhalb der Liga zum FC Mauerwerk. Für die Wiener erzielte er bis Saisonende fünf Tore in acht Einsätzen.
Zur Saison 2022/23 wechselte der Angreifer zum Salzburger Regionalligisten SK Bischofshofen. Für die Salzburger erzielte er 26 Einsätzen in der Westliga bzw. der Salzburger Regionalliga 23 Tore und wurde Torschützenkönig der Regionalliga West. Zur Saison 2023/24 schloss er sich daraufhin dem Zweitligisten SV Lafnitz an. Sein Debüt in der 2. Liga gab er im Juli 2023, als er am ersten Spieltag jener Saison gegen die Kapfenberger SV in der 75. Minute für André Leipold eingewechselt wurde. Insgesamt kam er zu sechs Zweitligaeinsätzen für Lafnitz. Nach der Saison 2023/24 verließ er den Verein wieder.
Nach einem halben Jahr ohne Klub wechselte er im Februar 2025 zu Regionalligist Favoritner AC.